# Juni 1999
Portal Geschichte | Portal Biografien | Aktuelle Ereignisse | Jahreskalender | Tagesartikel

◄ |
19. Jahrhundert |
20. Jahrhundert
| 21. Jahrhundert

◄ |
1960er |
1970er |
1980er |
1990er
| 2000er | 2010er | 2020er | ►

◄ |
1995 |
1996 |
1997 |
1998 |
1999
| 2000 | 2001 | 2002 | 2003 | ►

◄ |
März 1999 |
April 1999 |
Mai 1999 |
Juni 1999 |
Juli 1999 |
August 1999 |
September 1999 |
►
Dieser Artikel behandelt tagesbezogene Nachrichten und Ereignisse im Juni 1999.

## Tagesgeschehen

### Dienstag, 1. Juni 1999
- Kairo/Ägypten: Im Eröffnungsspiel der 16. Handball-Weltmeisterschaft der Herren schlägt Ägypten Brasilien mit 28:19.
- Little Rock/Vereinigte Staaten: Ein Flugzeug vom Typ McDonnell Douglas MD-82 schießt am Ende des American-Airlines-Flugs 1420 bei Gewitter über die Landebahn hinaus und prallt gegen massive, im Boden verankerte Installationen auf dem Flughafen Little Rock, es kommen 11 von 145 Insassen ums Leben.[1]
- San Francisco/Vereinigte Staaten: Der Internetdienstanbieter AOL steigt mit der Übernahme des Softwareunternehmens Nullsoft in die Online-Musikindustrie ein. Nullsoft entwickelte u. a. die Mediensoftware Winamp. Für die Übernahme wird AOL ungefähr 400 Millionen US-Dollar aufwenden.[2]
- San Salvador/El Salvador: Armando Calderón Sol übergibt das Präsidentenamt an den vorherigen Unternehmerverbandspräsidenten Francisco Flores Pérez.

### Mittwoch, 2. Juni 1999
- Den Haag/Niederlande: Die Bundesrepublik Jugoslawien reicht am Internationalen Gerichtshof Klage gegen die USA ein. Die Klage richtet sich gegen das militärische Einschreiten der NATO im Kosovokrieg und wird vom Gerichtshof abgewiesen.
- Lausanne/Schweiz: Der Servette FC Genève wird Schweizer Fussballmeister 1999.
- São José dos Campos/Brasilien: Das für Anti-Guerilla-Einsätze und als leichtes Nahunterstützungsflugzeug entwickelte Embraer EMB 314 hat seinen Erstflug.
- Thimphu/Bhutan: Im Königreich Bhutan geht mit dem Bhutan Broadcasting Service erstmals ein Fernsehsender auf Sendung.

### Donnerstag, 3. Juni 1999
- Belgrad/Jugoslawien: Das serbische Parlament billigt den von den G-8-Staaten am 6. Mai vorgelegten Friedensplan zum Kosovokrieg, auch Präsident Slobodan Milošević willigt ein.
- Bonn/Deutschland: Der Deutsche Jens Heppner gewinnt die achttägige erste Auflage der Deutschland Tour. Nach Jan Ullrichs Gesamtsieg bei der Tour de France 1997 fiel wegen starken Zuschauerinteresses der Beschluss, erstmals seit der Deutschland-Rundfahrt 1982 wieder ein Rad-Etappenrennen in der Bundesrepublik zu veranstalten.[3]

### Freitag, 4. Juni 1999

Deutsche-Bank-Logo

- New York/Vereinigte Staaten: Die Deutsche Bank übernimmt die amerikanische Investmentbank Bankers Trust. Es entsteht die Bank mit der größten Bilanzsumme der Welt, wenn man die letzten veröffentlichten Zahlen beider Häuser addiert.

### Samstag, 5. Juni 1999
- Biloxi/Vereinigte Staaten: Der Boxer Roy Jones junior schlägt Reggie Johnson durch einstimmigen Punktesieg und vereinigt damit die Weltmeistertitel der WBC, WBA sowie IBF. Von den vier anerkannten WM-Titeln im Halbschwergewicht fehlt ihm nur noch jener der WBO.[4]
- Paris/Frankreich: Die deutsche Tennisspielerin Steffi Graf gewinnt das Finale im Dameneinzel der French Open 1999 gegen die Schweizerin Martina Hingis in drei Sätzen.[5]

### Sonntag, 6. Juni 1999
- Bremen/Deutschland: Die Wahlen zur 15. Wahlperiode der Bremischen Bürgerschaft bescheren der SPD von Senatspräsident Henning Scherf einen Stimmenzugewinn von 9,2 % auf 42,6 %. Zweitstärkste Kraft bleibt die CDU, für die 37,1 % der Wähler stimmen.[6]
- Mailand/Italien: Der Gesamtsieg bei der 82. Ausgabe des Rad-Etappenrennens Giro d’Italia geht an den Italiener Ivan Gotti. Es ist sein zweiter Gesamtsieg bei dieser Rundfahrt und der 57. eines Italieners.[7]
- New York/Vereinigte Staaten: Bei der 53. Verleihung des Tony Awards werden Judi Dench und Brian Dennehy jeweils für die beste Leistung in einer Hauptrolle in einem Theaterstück ausgezeichnet.[8]
- Pretoria/Südafrika: Der African National Congress gewinnt die zweite nach der Überwindung der Apartheid abgehaltenen Parlamentswahlen.
- São José dos Campos/Brasilien: Aus dem Hochsicherheitsgefängnis Putim entkommen 345 Häftlinge. Es handelt sich um den größten Ausbruch in der brasilianischen Geschichte. Bei der Suche nach den Flüchtigen werden zwei von ihnen getötet sowie vier Unbeteiligte vorsorglich inhaftiert.

### Montag, 7. Juni 1999
- Jakarta/Indonesien: Die Indonesier wählen ein neues Parlament.

### Dienstag, 8. Juni 1999

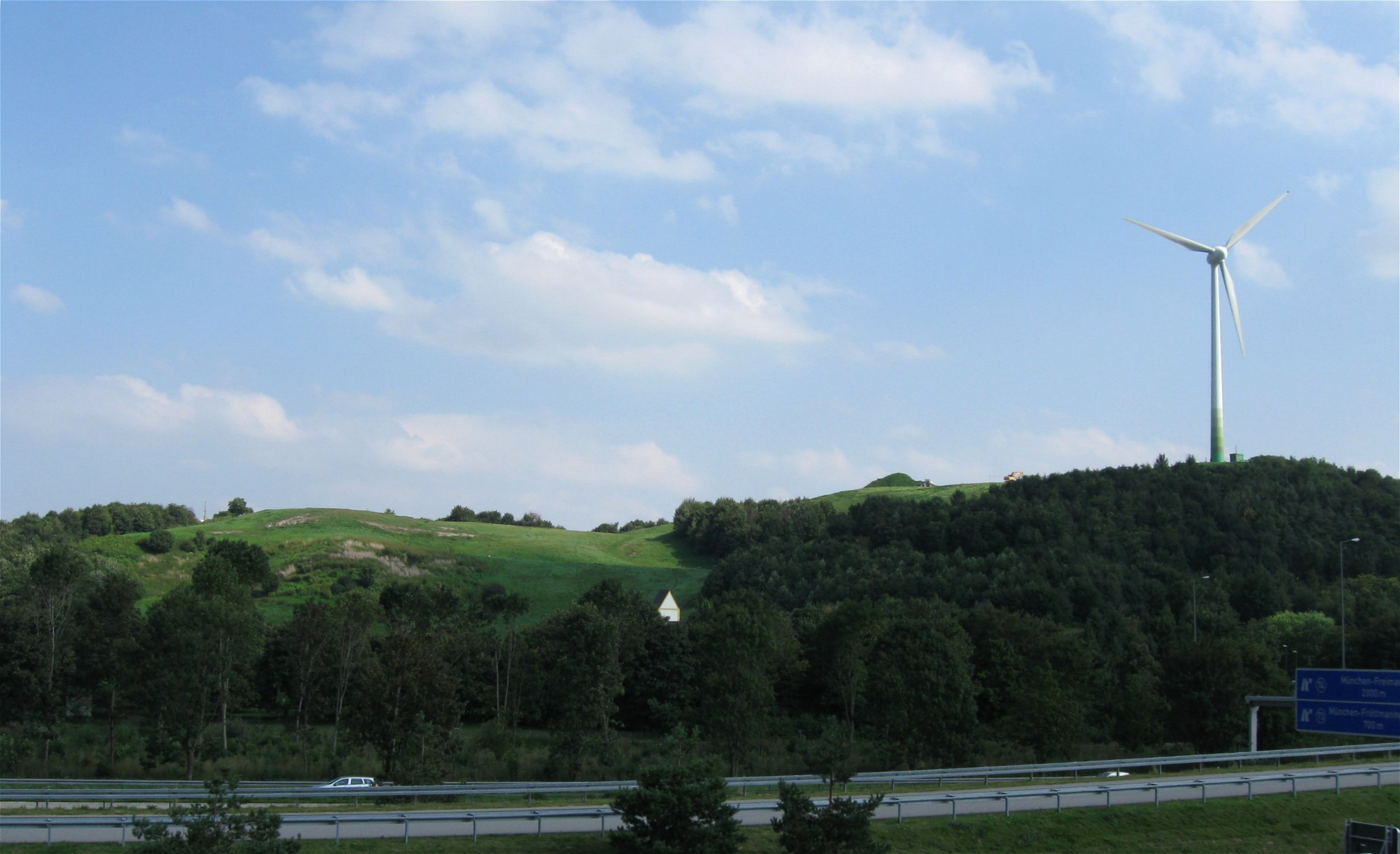
Fröttmaninger Berg mit Windkraftanlage

- Kosovo/Jugoslawien: Die Kosovo Verification Mission (KVM) wird aufgelöst und durch die OSZE Task Force ersetzt.
- München/Deutschland: Die Windkraftanlage Fröttmaning geht in Betrieb.

### Mittwoch, 9. Juni 1999
- Berlin/Deutschland: Die Grundsteinlegung der Österreichischen Botschaft in Berlin erfolgt.
- Kumanovo/Mazedonien: Am Militärflugplatz in der Nähe von Kumanovo unterzeichnen Svetozar Marjanović, General der Armee Jugoslawiens, Polizeigeneral Obrad Stevanović und der britische General Mike Jackson das Waffenstillstandsabkommen von Kumanovo. Es markiert den Abbruch und das Ende der Operation Allied Force, einer seit dem 24. März laufenden militärischen Operation der NATO gegen Jugoslawien im Rahmen des Kosovokriegs.
- Nentershausen/Deutschland: Die Bauarbeiten für den 1.015 m langen Tunnel Lange Issel beginnen.

### Donnerstag, 10. Juni 1999

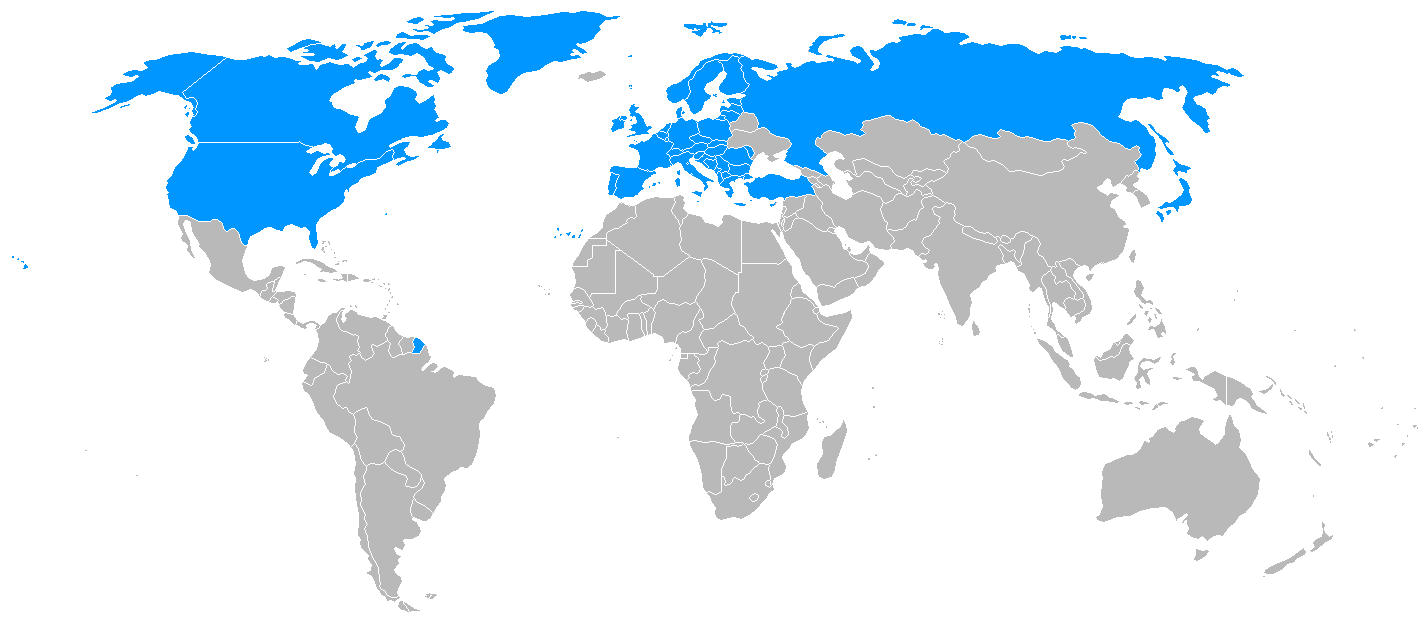
Teilnehmerstaaten am Stabilitätspakt für Südosteuropa

- Köln/Deutschland: Der Stabilitätspakt für Südosteuropa wird beschlossen. Er bildet nach dem Vertrag von Dayton 1995 und nach dem Ende der NATO-Intervention in Serbien zum ersten Mal ein Instrument der internationalen Gemeinschaft, das ein umfassendes, aktives Herangehen an die Probleme der Region unterstützen und koordinieren soll.
- New York/Vereinigte Staaten: Der Sicherheitsrat der Vereinten Nationen beschließt die Resolution 1244. Sie bildet die völkerrechtliche Grundlage für die Einrichtung der Übergangsverwaltungsmission der Vereinten Nationen im Kosovo (UNMIK), die eine Zivilverwaltung im Kosovo etablieren und anschließend kontrollieren soll. Außerdem sichert der Rat der restlichen Bundesrepublik Jugoslawien die territoriale Unversehrtheit zu. Damit soll der Weg für ein Ende der gewalttätigen Auseinandersetzungen im Kosovo geebnet werden.

### Freitag, 11. Juni 1999

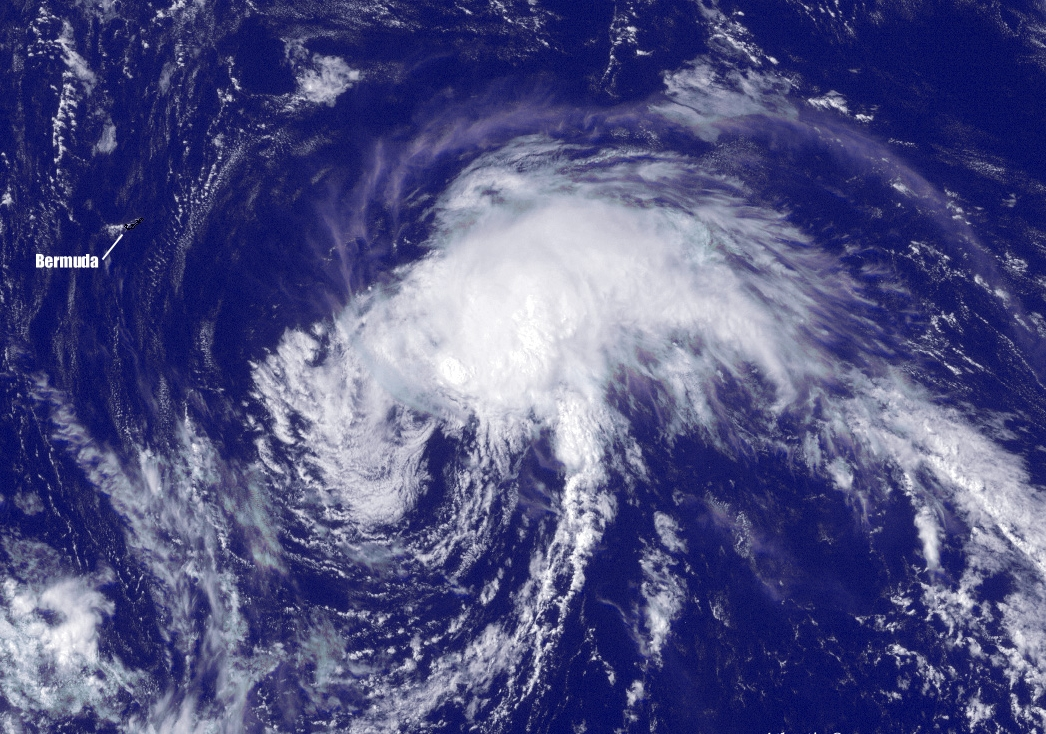
Tropensturm Arlene

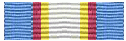
Medaillenspange der UN-Missionen UNAMET und UNTAET

- Atlantik: Die Atlantische Hurrikansaison 1999 beginnt, als sich das Tiefdruckgebiet Arlene unter günstigen Bedingungen mehrere hundert Kilometer südöstlich von Bermuda zum Tropischen Wirbelsturm verstärkt.[9]
- New York/Vereinigte Staaten: Zur Vorbereitung eines Unabhängigkeitsreferendums im indonesisch besetzten Osttimor verabschiedet der Sicherheitsrat der Vereinten Nationen die Resolution 1246 und beschließt damit die Aufstellung der Mission der Vereinten Nationen in Osttimor (UNAMET).

### Samstag, 12. Juni 1999

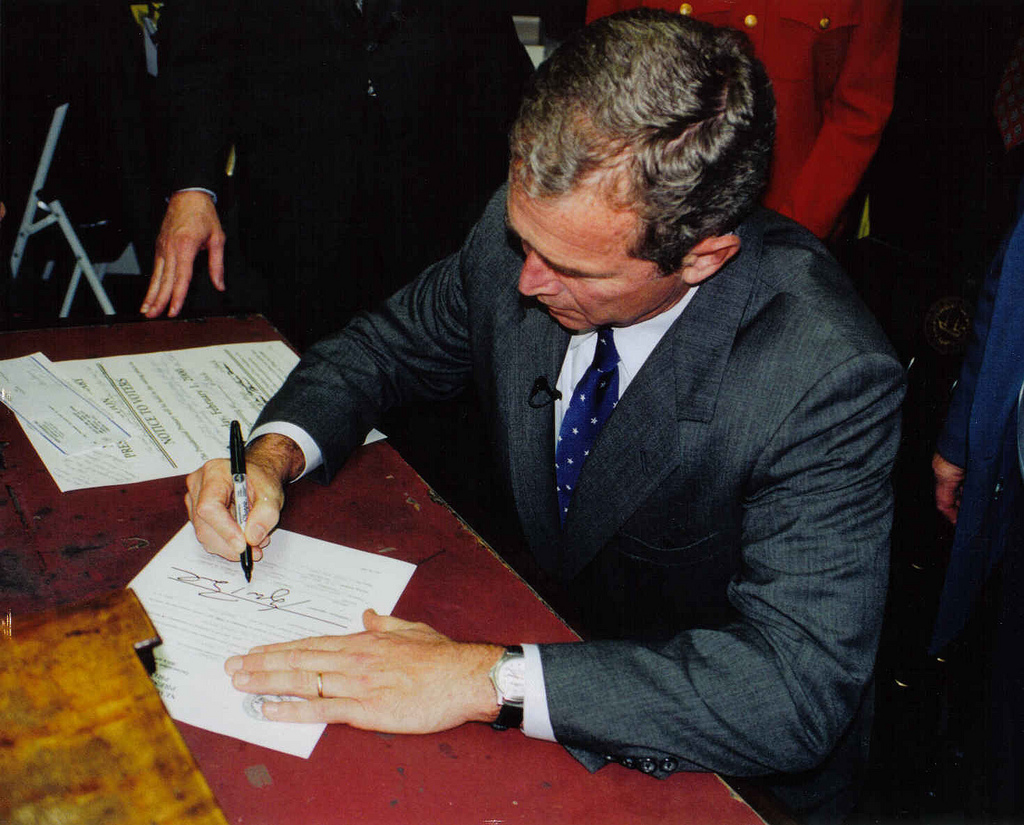
George W. Bush will US-Präsident werden

- Berlin/Deutschland: Im Endspiel des DFB-Pokals im Olympiastadion Berlin siegt Werder Bremen 6:5 nach Elfmeterschießen gegen den Titelverteidiger FC Bayern München.
- Concord/Vereinigte Staaten: Der texanische Gouverneur George W. Bush gibt seine Absicht bekannt, für die Republikanische Partei als Präsident der Vereinigten Staaten zu kandidieren. Die Anmeldung beim Vorstand der Republikaner unterschreibt er in Concord.[10]
- Kosovo/Jugoslawien: Der KFOR-Einsatz der Bundeswehr im Kosovo beginnt.

### Sonntag, 13. Juni 1999
- Bern/Schweiz: Die Teilnehmer einer Volksabstimmung votieren gegen die vorgelegten Gesetze zur Invaliden- und Mutterschaftsversicherung und nehmen die Totalrevision des Asylgesetzes von 1981 als auch den Bundesbeschluss über dringliche Maßnahmen im Asyl- und Ausländerbereich sowie den Bundesbeschluss über die ärztliche Verschreibung von Heroin an.[11][12]
- Bern/Schweiz: Der FC Lausanne-Sport gewinnt das Finalspiel im Schweizer Cup der Fußballer mit 2:0 gegen den Grasshopper Club Zürich.[13]
- Brüssel/Belgien: Die Regierung Dehaene II wird bei den belgischen Föderalwahlen wegen anhaltender Skandale abgestraft. Danach befinden sich die Christlichsozialen Parteien erstmals seit 41 Jahren in der Opposition.
- Straßburg/Frankreich: Die viertägige Wahl zum Europäischen Parlament endet. Auf die konservative Partei EPP-ED entfallen mit 233 von 626 die meisten Mandate. Europaweit verzichtete über die Hälfte der Wähler auf ihre Teilnahme, nur Belgien und Luxemburg melden eine Beteiligung von über 85 %. In beiden Ländern fanden parallel nationale Wahlen statt.[14][15]

### Montag, 14. Juni 1999
- Paris/Frankreich: Der brasilianische Flugzeugbauer Embraer startet das Programm der Embraer E-Jets auf der Pariser Luftfahrtschau mit der Schweizer Regional-Airline Crossair als Erstkunden. Die Flugzeuge sollen die Antwort auf die deutsche Dornier 728 sein.

### Dienstag, 15. Juni 1999

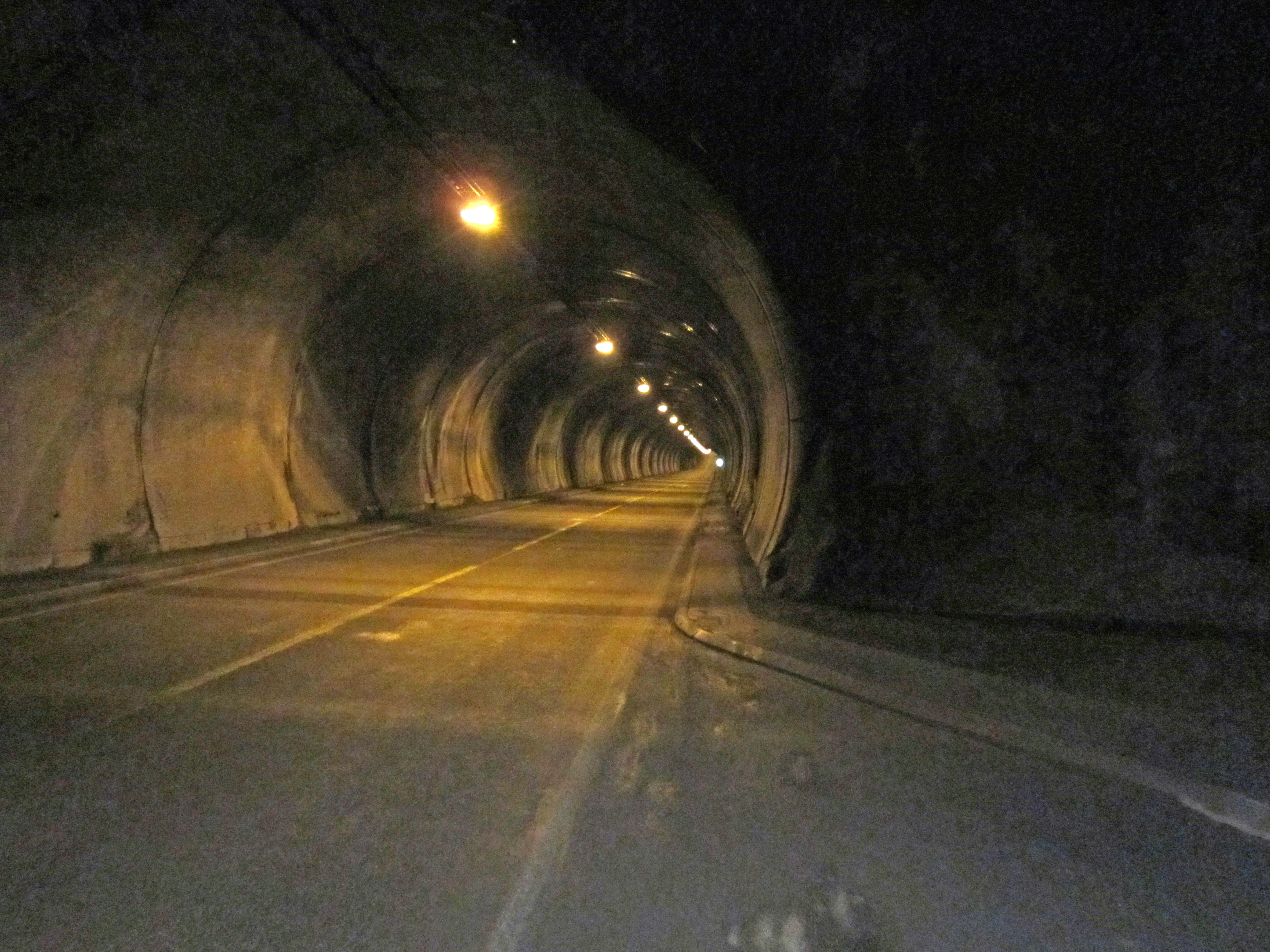
Der Nordkaptunnel bei Kilometer 3,0 vom Festland aus

- Bratislava/Slowakei: Rudolf Schuster übernimmt das Amt von Staatspräsident Michal Kováč. Am 29. Mai entschieden sich die Wähler für den Kandidaten der vereinigten Opposition.
- Finnmark/Norwegen: König Harald gibt den 6.870 m langen Nordkaptunnel frei. Die Baukosten von rund einer Milliarde Norwegischen Kronen entsprechen etwa 220 Millionen D-Mark. Daher wird eine Maut für die Nutzung erhoben, bis die Summe gedeckt ist.
- Kairo/Ägypten: Schweden wird Weltmeister im Handball durch einen 25:24-Sieg im Finale der 16. Männer-WM gegen Titelverteidiger Russland.[16]
- Mexiko, Vereinigte Staaten: Die US-amerikanische Marine verkauft die Pharris, eine Fregatte der Knox-Klasse, an die mexikanischen Seestreitkräfte.

### Mittwoch, 16. Juni 1999
- Athen/Griechenland: Der amerikanische Sprinter Maurice Greene absolviert den 100-Meter-Lauf in 9,79 s und stellt damit einen neuen Weltrekord auf. Ben Johnson, der als letzter Sprinter diese Zeit erreichte, wurde wegen Dopings disqualifiziert.[17]
- Irland: Mit Stephen Gately von der Musikband Boyzone outet sich erstmals ein Mitglied einer „Boygroup“ als homosexuell. Fans, Medien und Öffentlichkeit reagieren verzweifelt bis anerkennend.
- Nowy Sącz/Polen: Die Gemahlin von Bolesław dem Schamhaften, die heilige Kinga, wird von Papst Johannes Paul II. in Nowy Sącz heiliggesprochen.
- São Paulo/Brasilien: Palmeiras São Paulo schlägt Deportivo Cali im Estádio do Morumbi vor 32.000 Zuschauern mit 2:1 und gewinnt damit die 40. Auflage des wichtigsten südamerikanischen Fußballwettbewerbs für Vereinsmannschaften, den Copa Libertadores.
- Stuttgart/Deutschland: Der 28. Deutsche Evangelische Kirchentag unter dem Motto „Ihr seid das Salz der Erde“ beginnt.[18]

### Donnerstag, 17. Juni 1999

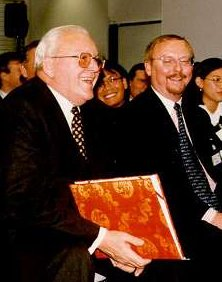
Roman Herzog (links)

Der Film erhält acht Goldene Filmbänder

- Berlin/Deutschland: Bundespräsident Roman Herzog erfährt kurz vor dem festgelegten Ende seiner 1.826-tägigen Amtszeit am 30. Juni die Ehre eines großen Zapfenstreichs, inklusive der Wunschmusik Des Großen Kurfürsten Reitermarsch. Für die Nachfolge wurde am 23. Mai Johannes Rau gewählt.[19]
- Berlin/Deutschland: Bei der Verleihung des Deutschen Filmpreises wird Lola rennt von Regisseur Tom Tykwer als bester Film geehrt.[20]
- Hamburg/Deutschland: Der Hamburger Kammerkunstverein, der es sich zur Aufgabe gemacht hat, neue Aufführungsformen für Kammermusik und Liedgesang zu finden, wird gegründet.

### Freitag, 18. Juni 1999

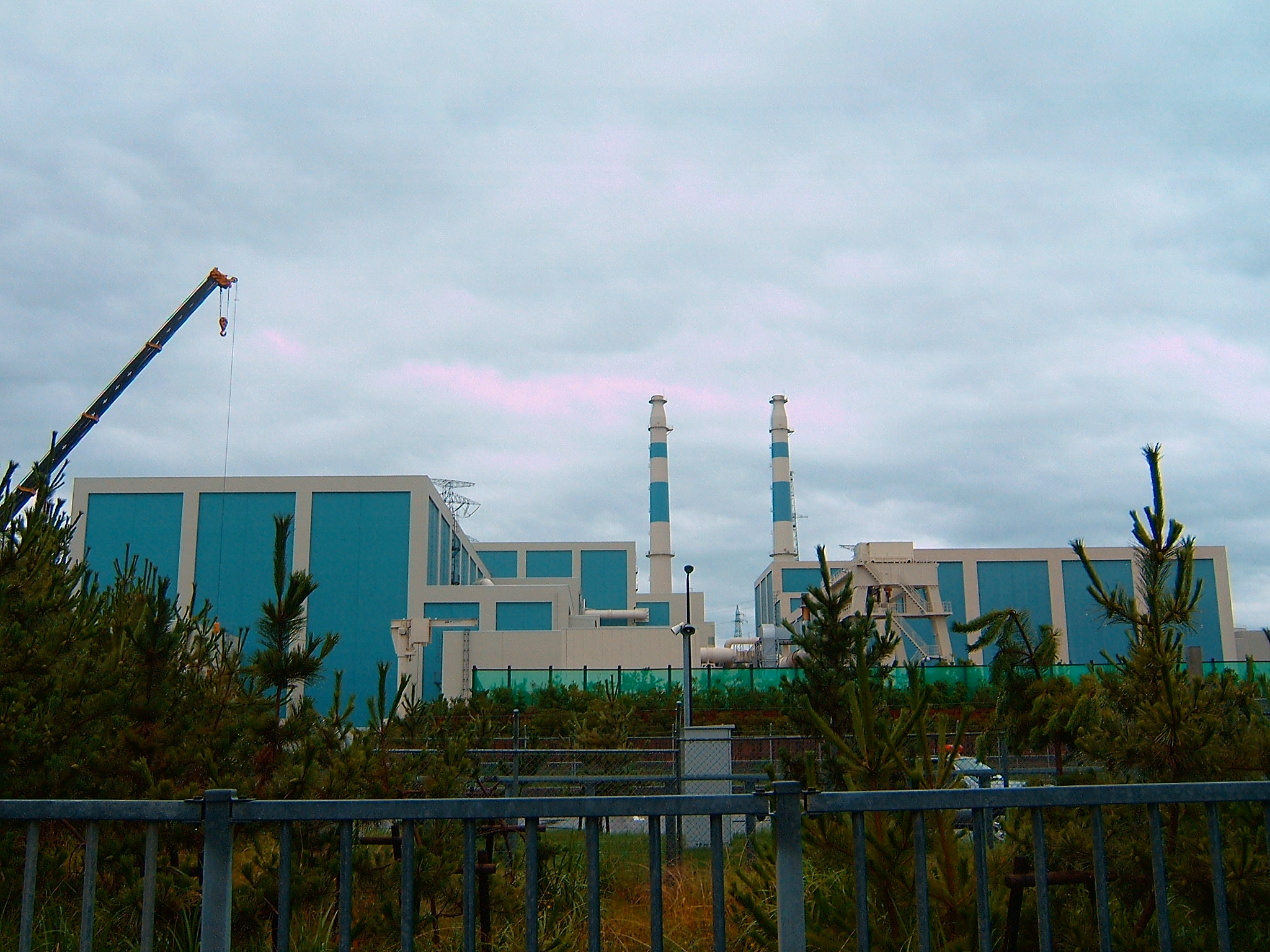
Kernkraftwerk Shika

- Ishikawa/Japan: Im Kernkraftwerk Shika findet durch ein fehlerhaftes Handbuch eine 15-minütige unkontrollierte Kettenreaktion statt, die öffentlich nicht bekanntgegeben wird. Nachdem sich im Juli 1988 im Kernkraftwerk Onagawa ein ähnlicher Vorfall ereignete, wurde es versäumt, das Handbuch zu korrigieren.
- Köln/Deutschland: Der G8-Gipfel beginnt unter dem Vorsitz des deutschen Bundeskanzlers Gerhard Schröder. Es ist der 25. Weltwirtschaftsgipfel der Regierungschefs der Gruppe der Acht, ehemals G7, sowie des Präsidenten der Europäischen Kommission, der vierte in Deutschland und der erste in Köln. Eines der wichtigsten Themen ist die Lösung der Schuldenkrise vieler lateinamerikanischer Staaten, z. B. der Brasilienkrise.[21][22]
- Vereinigte Staaten: Mit dem 3D-Jump-’n’-Run-Videospiel Ape Escape erscheint erstmals ein Titel für die erste PlayStation, der den Einsatz des DualShock von Sony voraussetzt.

### Samstag, 19. Juni 1999
- Bangui/Zentralafrikanische Republik: Ange-Félix Patassé von der Bewegung für die Befreiung des Zentralafrikanischen Volkes gewinnt die Präsidentschaftswahlen mit 51,33 % Zustimmung in der ersten Runde. Eine Stichwahl ist nicht nötig.[23]
- Buffalo/Vereinigte Staaten: Der Stanley Cup der nordamerikanischen Eishockey-Profiliga NHL geht in diesem Jahr an die Dallas Stars, die das sechste und entscheidende Spiel der Finalserie gegen die Buffalo Sabres mit 2:1 für sich entscheiden.[24]
- Seoul/Südkorea: Auf der 109. Versammlung des Internationalen Olympischen Komitees gelangen von sechs Bewerbern um die Ausrichtung der Olympischen Winterspiele 2006 die Kandidaten Sion in der Schweiz und Turin in Italien in die Stichwahl, während Klagenfurt in Österreich vorher ausscheidet. Am Ende erhält Turin den Zuschlag.[25]

### Sonntag, 20. Juni 1999

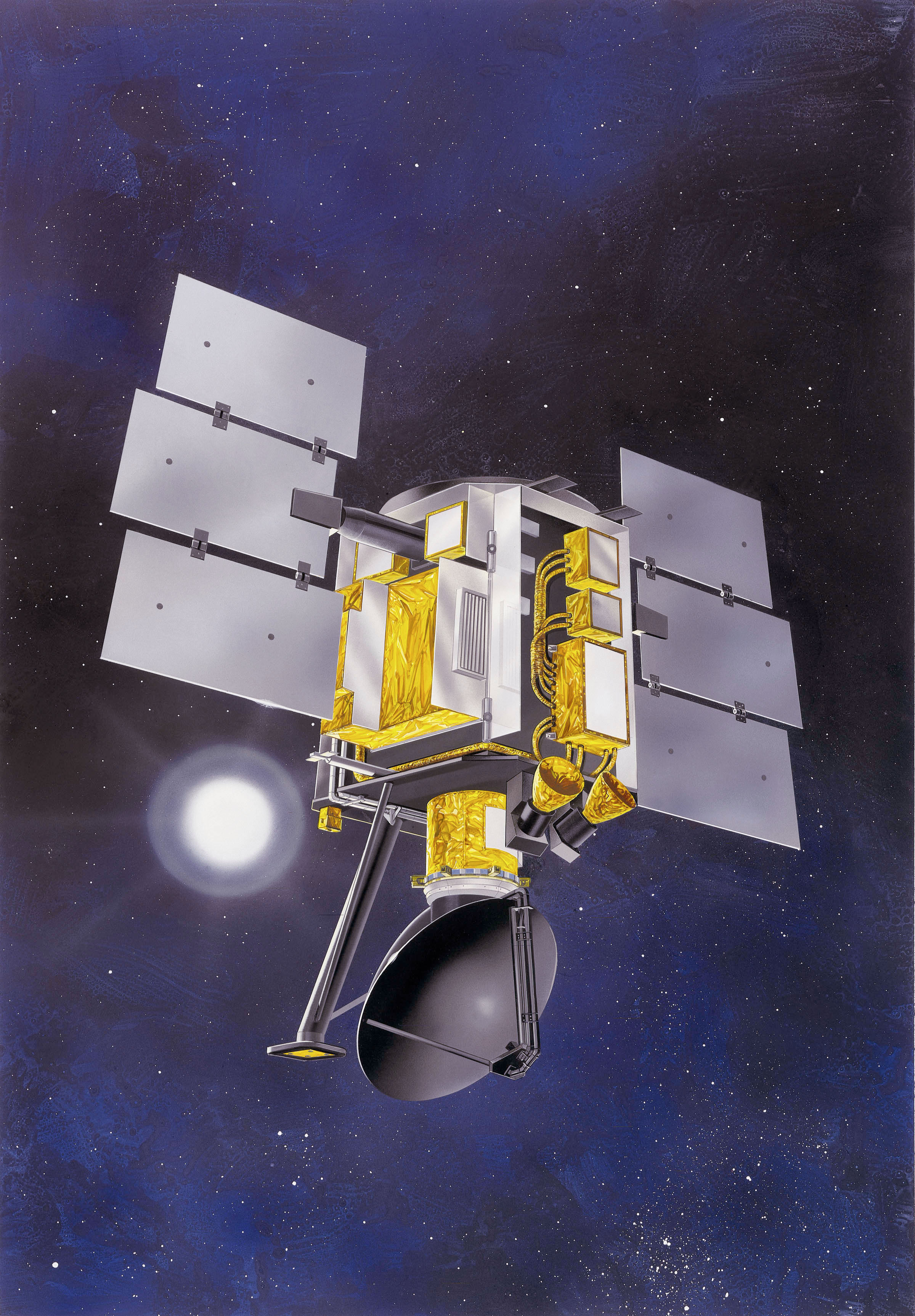
QuikSCAT

- Köln/Deutschland: In der Abschlusserklärung des Weltwirtschaftsgipfels betonen die Teilnehmer, dass die Globalisierung der Weltwirtschaft die Staaten einander näherbrachte als je zuvor. Außerdem sei, neben allen Problemen, eine Abnahme der Armut zu registrieren.[26]
- London/Vereinigtes Königreich: Australien gewinnt den siebenten Cricket World Cup, indem es im Finale Pakistan mit 8 Wickets besiegt.
- Santa Barbara County/Vereinigte Staaten: Eine Trägerrakete vom Typ Titan II startet von der Vandenberg Air Force Base und bringt den Erdbeobachtungssatellit QuikSCAT in eine sonnensynchrone Erdumlaufbahn. Beim Kreisen um die Erde wird der Satellit die Sonne stets auf seiner erdabgewandten Seite hinter sich haben.
- Kosovo: Der Abzug der jugoslawischen Truppen wird abgeschlossen (siehe Abkommen von Kumanovo).

### Montag, 21. Juni 1999
- Frankfurt am Main/Deutschland: Die Deutsche Börse führt als neuen Aktienindex in Deutschland den SDAX ein. Er basiert auf der Kursentwicklung von 50 Unternehmen im Bereich der Nebenwerte.

### Dienstag, 22. Juni 1999
- Nassau/Bahamas: Das alle Bahamas-Inseln umfassende Erzbistum Nassau wird mit der Apostolischen Konstitution Ad aptius consulendum zum Metropolitanbistum erhoben.
- Paris/Frankreich: Staatspräsident Jacques Chirac zeichnet den US-amerikanischen Weinkritiker und -autor Robert Parker in einer Zeremonie im Élysée-Palast als Ritter der Ehrenlegion aus. Er ist schon seit 1993 Verdienstordens-Träger und damit einer der wenigen Ausländer, der die beiden höchsten präsidentiellen Auszeichnungen Frankreichs besitzt.

### Mittwoch, 23. Juni 1999

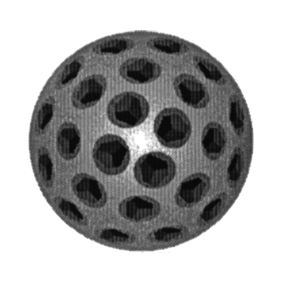
Satellit GFZ-1

- Berlin/Deutschland: Die Berliner Philharmoniker wählen Simon Rattle zum Nachfolger von Claudio Abbado als Chefdirigenten und Künstlerischen Leiter.
- Dublin/Irland: Die 20. Verfassungsänderung Irlands tritt in Kraft. Mit ihr werden Gemeindeverwaltungen offiziell anerkannt und festgelegt, dass deren Wahlen mindestens alle 5 Jahre zu erfolgen haben.
- Ionosphäre: Der deutsche Forschungssatellit GFZ-1, gemessen an den Kosten von unter einer Million D-Mark eine der erfolgreichsten Missionen der unbemannten Raumfahrt, verglüht plangemäß in der Erdatmosphäre. In seiner Lebensdauer von vier Jahren und 64 Tagen umrundete er 24.000-mal die Erde und lieferte Laservermessungsdaten.
- Warschau/Polen: Der Übernahmevertrag der Bank Pekao für 52,09 % der Aktienanteile durch das Konsortium von UniCredito Italiano SpA und der Allianz SE wird unterzeichnet.

### Donnerstag, 24. Juni 1999

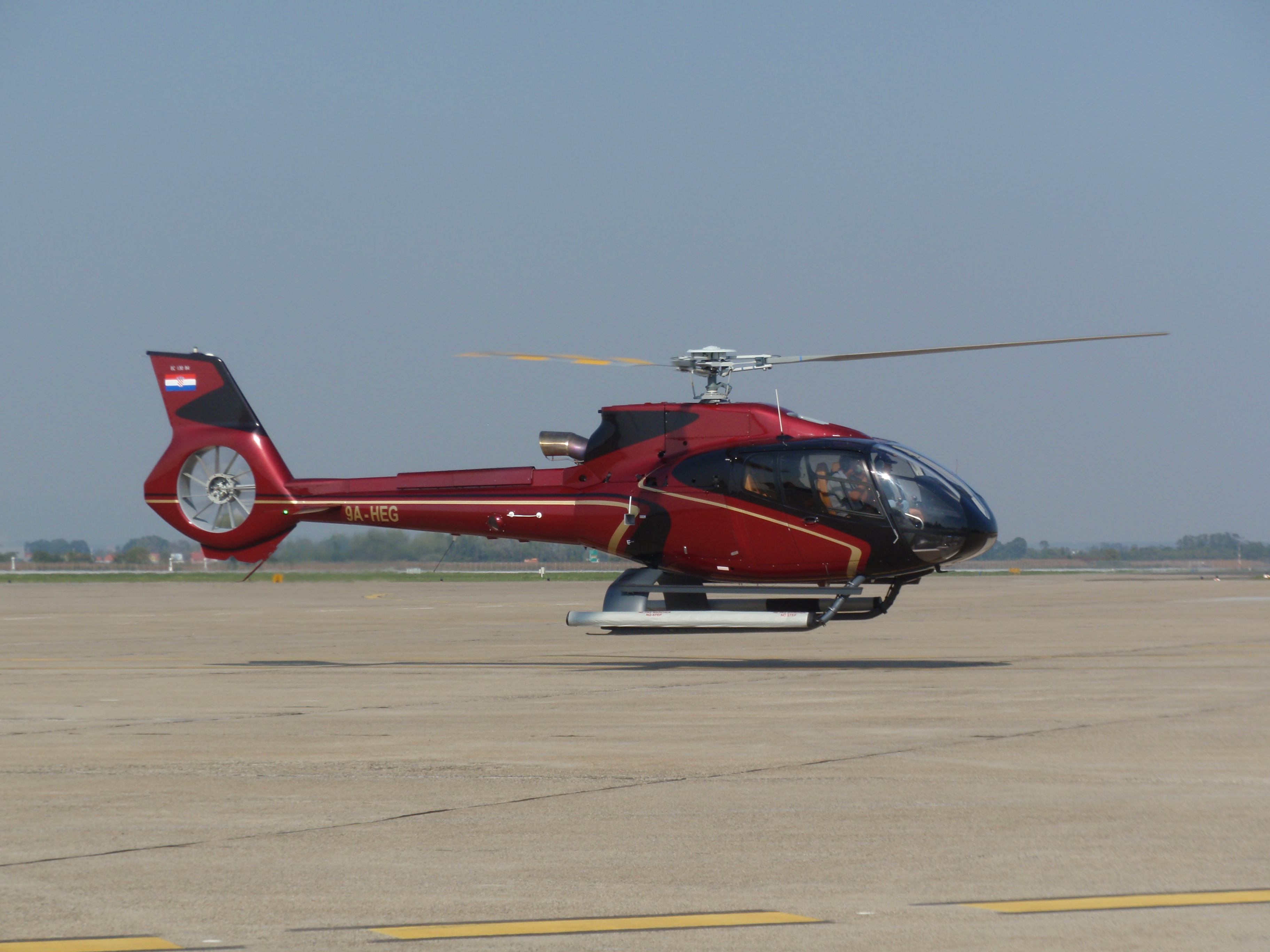
Eurocopter EC 130

- Marignane/Frankreich: Der Eurocopter EC 130, ein siebensitziger, einmotoriger Hubschrauber mit Turbinenantrieb vom europäischen Hersteller Eurocopter, hat seinen Erstflug. Die Besonderheit des Modells ist, dass es das Flugsteuersystem erlaubt, die Hauptrotordrehzahl abzusenken. Das verringert die Geräuschentwicklung im Flug.

### Freitag, 25. Juni 1999
- Berlin/Deutschland: Der Bundestag beschließt, in Berlin ein Denkmal für die ermordeten Juden Europas gemäß Peter Eisenmans Entwurf zu errichten. Zum Standort des Mahnmals für die Opfer des Holocausts wird ein Areal wenige Meter südlich des Brandenburger Tors im Stadtbezirk Berlin-Mitte bestimmt.[27]
- Wien/Österreich: Der Ministerrat beschließt die Entsendung eines Bundesheer-Infanteriekontingents von maximal 500 Soldaten in den Kosovo.[28]

### Samstag, 26. Juni 1999

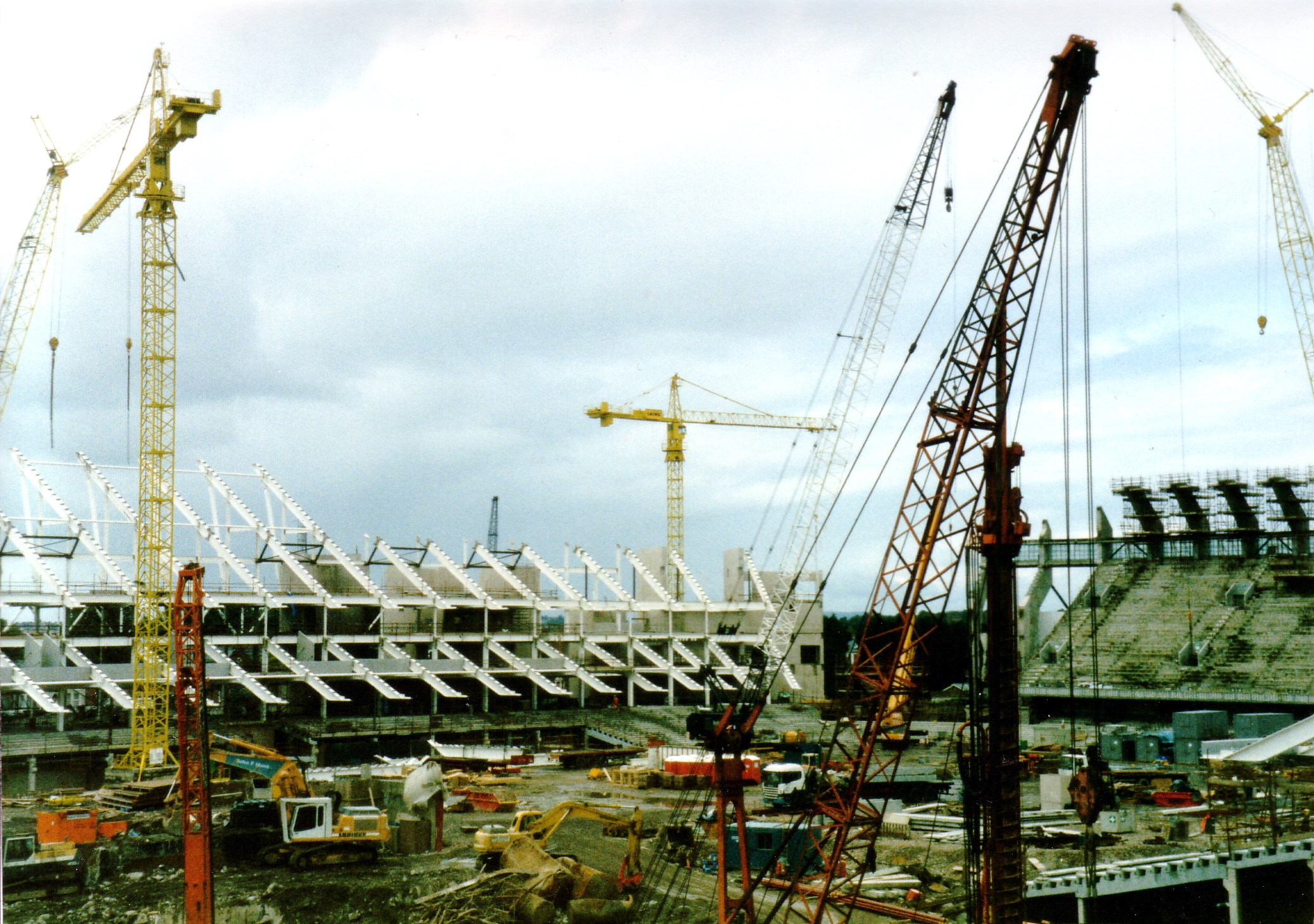
Millennium-Stadion in Cardiff im Bau

- Cardiff/Vereinigtes Königreich: In dem für 126 Millionen Pfund neuerbauten Millennium-Stadion findet zur Einweihung ein Rugby-Union-Spiel zwischen Wales und Südafrika statt. Knapp 74.500 Zuschauer sehen den ersten Sieg, den Wales jemals über Südafrika erzielen konnte.
- London/Vereinigtes Königreich: Der ukrainische Boxer Vitali Klitschko besiegt den nigerianisch-britischen Boxer Herbie Hide in der zweiten Runde durch K. o. und wird damit Weltmeister im Schwergewicht der World Boxing Organization.[29]

### Sonntag, 27. Juni 1999

Die U-Bahn von Catania

- Catania/Italien: Der Betrieb der U-Bahn Metropolitana di Catania wird aufgenommen. Sie besteht aus einer einzelnen Strecke von 3,8 km Länge.
- Klagenfurt/Österreich: Die in Deutschland lebende Ungarin Terézia Mora gewinnt mit einer Passage aus der Erzählung Ophelia den Ingeborg-Bachmann-Preis 1999.[30]

### Montag, 28. Juni 1999
- Heldrungen/Deutschland: Eine Kellnerin aus der thüringischen Stadt Heldrungen sieht Fotos des flüchtigen Serienmörders Dieter Zurwehme im MDR Fernsehen und glaubt, diesen im 62-jährigen Hotelgast Friedhelm Beate zu erkennen. In der Annahme, Zurwehme vor sich zu haben, erschießen herbeigerufene örtliche Polizeibeamte Beate in seinem Hotelzimmer.[31]
- Las Vegas/Vereinigte Staaten: Das Four Queens Hotel and Casino gibt Casino-Chips mit dem Gesicht von Oscar B. Goodman heraus. Goodman ist damit der erste Bürgermeister von Las Vegas, dessen Gesicht auf Casino-Chips zu sehen ist.

### Dienstag, 29. Juni 1999

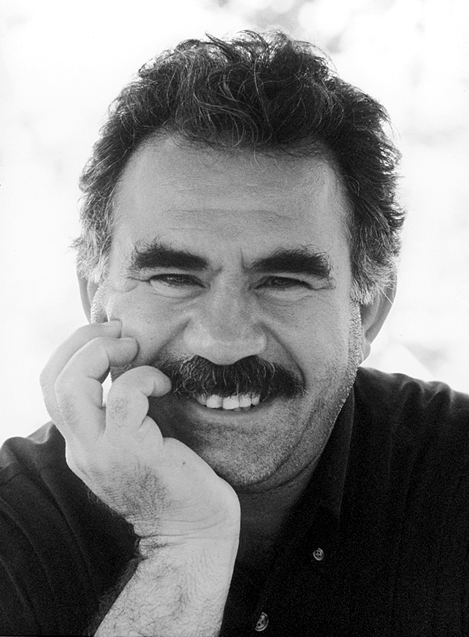
Abdullah Öcalan ist zum Tode verurteilt

- İmralı/Türkei: Ein Staatssicherheitsgericht in der Hauptstadt verurteilt Abdullah Öcalan, den Gründer und Chef der Arbeiterpartei Kurdistans, wegen Hochverrats gemäß Art. 125 des türkischen Strafgesetzbuchs zum Tode.[32]